# Roetgen
Roetgen je grad u Sjevernoj Rajni-Vestfaliji u Njemačkoj u Eifelu. Jedno je od 10 općinskih središta okruga gradske regije Aachena (Städteregion Aachen).

## Gradovi prijatelji
- Wervicq-Sud (Francuska), od 1967.
- Neumark (Vogtland) (Njemačka), od 1990.